# Ahmad uld Daddah
Ahmad uld Daddah (arab.: أحمد ولد داده; fr.: Ahmed Ould Daddah, ur. 7 sierpnia 1942) – mauretański ekonomista, polityk i urzędnik cywilny. Brat Moktara uld Daddaha, pierwszego prezydenta Mauretanii. Przewodniczący partii Zgromadzenia Sił Demokratycznych. Kandydat w wyborach prezydenckich w 1992, 2003, 2007 i w 2009 roku.

## Życiorys
Ahmad uld Daddah rozpoczął karierę zawodową w 1971 jako dyrektor generalny w Narodowej Spółce Importowo-Eksportowej. W latach 1973–1978 był prezesem Banku Centralnego Mauretanii. W 1978 pełnił funkcję ministra finansów. W latach 1986–1991 pracował w Banku Światowym jako doradca ds. stosunków z Republiką Środkowoafrykańską.

### Rządy prezydenta Taji
W styczniu 1992 wziął udział w wyborach prezydenckich. Przegrał jednak z Maawiją uld Sid’Ahmadem Tają, zdobywając 32,73% głosów. W 1992 stanął na czele Unii Sił Demokratycznych (UFD). Szefował partii do 2000, kiedy ta została rozwiązana przez reżim prezydenta Taji. Sprzeciwiał się jego rządom, za co był kilkakrotnie aresztowany. W 2001 został liderem nowej partii, Zgromadzenia Sił Demokratycznych.
7 listopada 2003 ponownie uczestniczył w wyborach prezydenckich. Zajął w nich trzecie miejsce, zdobywając 6,89% głosów poparcia. Wybory wygrał urzędujący prezydent Taja z wynikiem 67,38% głosów. 8 listopada 2003, razem z innymi kandydatami opozycji Muhammadem Chuna uld Hajdallą oraz Massaudem uld Bu al-Chajrem, oskarżył władze o fałszerstwa wyborcze i wezwał mieszkańców kraju do odrzucenia wyników wyborów. 3 listopada 2004 Daddah razem z Haidallą został aresztowany i oskarżony o udział w planowaniu zamachu stanu. W czasie procesu groziło mu 5 lat więzienia, jednak ostatecznie 3 lutego 2005 został uniewinniony.

### Okres po zamachu stanu z 2005
Po obaleniu prezydenta Taji w sierpniu 2005 wyniku zamachu stanu, w listopadzie i grudniu 2006 zorganizowano w kraju wybory parlamentarne. RDF zdobyła w nich 15 mandatów, zostając największą siłą polityczną w Zgromadzeniu Narodowym.
12 stycznia 2007 Daddah ogłosił swój start w wyborach prezydenckich. W pierwszej turze wyborów 11 marca 2007 zajął drugie miejsce z wynikiem 20,7% głosów, przegrywając z Sidim uld Szajchem Abdallahim (24,8% głosów). W drugiej turze wyborów 25 marca 2007 przegrał z Abdallahim, stosunkiem głosów 47,15% do 52,85%. 30 maja 2007 Daddah został mianowany liderem opozycji przez Sąd Konstytucyjny.

### Okres po zamachu stanu z 2008
Ahmad uld Daddah oraz jego partia poparli zamach stanu, przeprowadzony przez generała Muhammada uld Abd al-Aziza 6 sierpnia 2008. Daddah nazwał akcję militarną „krokiem ku naprawie procesu demokratycznego”, nie określając jej mianem zamachu. W lutym stwierdził, że rozwiązaniem kryzysu byłoby przekazanie władzy przez Abd al-Aziza osobie cywilnej oraz wprowadzenie zakazu kandydowania wojskowych uczestniczących w zamachu stanu w wyborach prezydenckich.
Po zadeklarowaniu udziału w wyborach prezydenckich przez generała Abd al-Aziza i jednostronnym ogłoszeniu przez władzę kalendarza wyborczego, RFD w kwietniu 2009, wraz z innymi partiami opozycyjnymi, zdecydowało się na bojkot wyborów. Opozycja uznała wybory za „maskaradę” ze z góry przesądzonym wynikiem.
Na początku czerwca, pod auspicjami prezydenta Senegalu Abduolaye’a Wade, odbyły się rozmowy negocjacyjne, mające na celu zakończenie kryzysu politycznego i włączenie partii opozycyjnych w proces wyborczy. 4 czerwca 2009 strony podpisały porozumienie, wedle którego termin wyborów został przesunięty z 4 czerwca na 18 lipca 2009. Muhammad uld Abd al-Aziz potwierdził swoją rezygnację ze stanowiska szefa państwa, a władze i opozycja zgodziły się na utworzenie rządu jedności narodowej złożonego z wszystkich partii. Po osiągnięciu kompromisu opozycja zdecydowała się na udział w wyborach. 9 czerwca 2009 Daddah ogłosił swój start wyborach i został oficjalnie mianowany kandydatem RFD.
W wyborach prezydenckich z 18 lipca 2009 Ahmad uld Daddah zajął dopiero trzecie miejsce z wynikiem 13,7% głosów. Przegrał z Muhammadem uld Abd al-Azizem, który według oficjalnych wyników zdobył aż 52,6% głosów poparcia i tym samym wygrał już w pierwszej turze głosowania. Drugie miejsce zajął kandydat opozycji Massaud uld Bu al-Chajr, który uzyskał 16,3% głosów. Opozycja odrzuciła wyniki wyborów, uznając je za „prefabrykowane” oraz wezwała społeczność międzynarodową do wszczęcia dochodzenia w sprawie uczciwości przebiegu procesu wyborczego. Międzynarodowi obserwatorzy z Unii Afrykańskiej i Ligi Państw Arabskich nie stwierdzili jednak żadnych oszustw wyborczych.